# The Wall of Flame (film 1914)
The Wall of Flame è un cortometraggio muto del 1914 diretto da Murdock MacQuarrie.

## Produzione
Il film fu prodotto dalla Nestor Film Company.

## Distribuzione
Distribuito dall'Universal Film Manufacturing Company, il film - un cortometraggio di una bobina - uscì nelle sale cinematografiche USA il 27 ottobre 1914.